# Panfîlivska, Iahotîn
Panfîlivska (în ucraineană Панфилівська) este o comună în raionul Iahotîn, regiunea Kiev, Ucraina, formată numai din satul de reședință.

## Demografie
Componența lingvistică a comunei Panfîlivska
     Ucraineană (97,96%)
     Rusă (1,95%)
Conform recensământului din 2001, majoritatea populației comunei Panfîlivska era vorbitoare de ucraineană (97,96%), existând în minoritate și vorbitori de rusă (1,95%).